# Sdílení pracovního místa
Sdílení pracovního místa, sdílený úvazek či job sharing je flexibilní forma organizace práce, kdy více lidí (obvykle dva) pracuje na částečný úvazek na pracovní pozici, kterou obvykle vykonává jeden pracovník na plný úvazek. Odměna se mezi ně rozpočítává. Zaměstnanci se sami dohodnou na střídání tak, aby pokryli celou pracovní dobu.

## Historie
Média začala o sdílení pracovních míst informovat v 70. a 80. letech 20. století. Tento postup byl často popisován jako řešení určené pro ženy, podle článku Associated Press šlo o kompromis mezi „zůstáním v domácnosti a zaměstnáním na plný úvazek“. Sdílení pracovního místa se stává čím dál běžnějším na začátku 21. století, kdy ženy se začínají více věnovat kariéře a hledají alternativní uspořádání pracovního poměru. Mezi nejčastěji uváděné profese patří bankovnictví, pojišťovnictví, učitelství a knihovnictví.

## Výhody a nevýhody
Sdílení pracovního místa by mohlo být vhodné například pro zaměstnance, kteří pro sebe hledají více volného času. Pracovníci rozhodnutí sdílet pracovní úvazek často připisují otázce kvality života. Umožňuje to zaměstnancům sladit pracovní a osobní život. Studie také ukazují, že se celková produktivita zvýší, když dva lidé sdílejí stejnou práci na plný úvazek. Zaměstnavatel také nemusí řešit problémy při zastupování daného pracovníka například v době nemoci či čerpání dovolené.
Mezi nevýhody patří organizační a administrativní náročnost a komunikace mezi těmi, kteří sdílí jedno pracovní místo. Ti se spolu musí dohodnout na pracovní době, odpovědnosti, dělbě úkolů a dobře spolu komunikovat.